# Взрыв в отделении New Kabul Bank в Кандагаре
21 марта 2024 года около 8 утра по местному времени (03:30 GMT) афганское отделение международной террористической организации «Исламское государство» — «Вилаят Хорасан» совершило взрыв в отделении New Kabul Bank в Кандагаре (Афганистан). В результате теракта был убит по меньшей мере 21 человек и ранено около 51. Целью террористов были рабочие-талибы, получавшие зарплату.
Террорист-смертник был идентифицирован проталибским сайтом Аль-Мирсад как Асадбек Мадияров, гражданин Таджикистана.
Иран и Пакистан осудили нападение.